# Janez Čandek
Janez Čandek, tudi Janez Čandik ali Johannes Tschandek, slovenski duhovnik, jezuit in nabožni pisatelj, * okoli leta 1581, Višnja Gora, † 8. oktober 1624, Gradec, Avstrija.

Čandek se je rodil v Višnji Gori, šolal pa v Ljubljani. Leta 1600 je postal jezuit in poučeval na ljubljanskem jezuitskem kolegiju. Leta 1610 je odpotoval v Gradec, kjer je do 1612 študiral teologijo. Po končanem študiju je večinoma deloval v Celovcu, Gradcu in Ljubljani.
Navkljub zatrtju protestantstva na Slovenskem je njihovo delo vplivalo na kasnejšo zavest, da se mora ljudstvo poučevati v njim domačem jeziku. V tem času je bila najpomembnejša oseba protireformacije Tomaž Hren, tedanji ljubljanski škof, ki je med drugim uničeval protestantska dela ter izganjal protestante. Hren svojih načrtov o izdaji katekizma, molitvenika in pesmarice ni mogel uresničiti, zato je leta 1613 v Gradcu na njegove stroške izdal 3000 izvodov Evangelia inu lystuvi (Evangeliji in pisma). Ti so temeljili na Dalmatinovem prevodu Biblije, a so bili tuji izrazi nadomeščeni z domačimi.
Delo je bilo kasneje osemkrat ponatisnjeno in je obdržalo svoj prvotni protestantski vzor. Leta 1615 je v Augsburgu izšel slovenski prevod Catechismus minor Petra Kanizija (z naslovom Catechiſmus Petri Caniſij Soc. Iesv Th. Skusi malane Figure napréj poſtavlen, 'Mali katekizem Petra Kanizija SJ, predstavljen z ilustracijami'). Obe publikaciji je pripravil Čandek. Čandek je bil eden prvih slovenskih katoliških pisateljev, ki je pisal knjige v slovenščini za slovenske duhovnike.